# Cartel de publicidad (canción)
«Cartel de publicidad» es el título de una canción compuesta por Los Brincos y popularizada por la cantante española Rocío Dúrcal.

## Descripción
Es el tema más destacado de la banda sonora de la película Buenos días, condesita, dirigida por Luis César Amadori y protagonizada por la intérprete, Rocío Dúrcal. Esta banda sonora se publicó igualmente como LP.
Incluye menciones a la Gran Vía madrileña.

## Ventas
El tema llegó a alcanzar el puesto número 3 en la lista de los más vendidos en Puerto Rico.